# ジェネラル・バプテスト
ジェネラル・バプテスト（General Baptists）は、イエス・キリストは選ばれた者たちのためだけでなく、全ての人々のために死んだという普遍救済主義に立つバプテストの群れである。ジェネラル・バプテストは神学的にアルミニウス主義の立場であり、パティキュラー・バプテスト（限定的贖罪を信じる）とは異なる。
ジェネラル・バプテスト派は、「標準信仰告白」（1660年）と「正統信条」（1678年）という2つの主要な信仰告白でその信仰を表明している。

## 歴史
16世紀後半から17世紀初頭にかけてジョン・スミスとトマス・ヘルウィスが率いた最初のバプテストはジェネラル・バプテストだった。このグループは、ヘルウィスの指導のもと、ロンドン郊外のスピタルフィールズ（Spitalfields）にイングランド初のバプテスト教会を設立した。ヘルウィスは、1614年あるいはそれ以前に、スミスやコベントリーの主要なピューリタンたちと、1606年にウィリアム・ボーズ（外交官）と彼の妻イソベルの屋敷に集まり、コベントリーにおけるジェネラル・バプテストの集会を形成したとされる。トマス・グランサムは他の人々と共に、1660年に チャールズ2世 に信仰告白を提出した。 尊敬された聖書学者、Charles Marie Du Veil博士は、セント・ポール・アレイの信徒としてバプテスマを受け、新しい見解を発表し、1685年以降のジェネラル・バプテストの影響を助けた。1733年、ノーサンプトンシャーのいくつかの集会に対して、「ダビデの詩篇や他の人の詩篇を歌うこと」についての抗議がジェネラル・バプテスト総会に提出されたが、総会では、会衆の歌について規則を決定せず、1689年の総会のように地元の教会に独自の理由を示すよう委ねた。
また、この用語はバプテストの特定のグループの呼称としても用いられている:35
1825年、ノースカロライナ州のジェネラル・バプテスト派の反対派が彼らを「フリーウィラー」（Freewillers）と呼び、後にフリーウィル・バプテスト（Free Will Baptists）と名乗るようになった。
ホーリネス運動の時代に第二の恵みの業（en: Second work of grace）の存在を受け入れたジェネラル・バプテストは、en:Ohio Valley Association of the Christian Baptist Churches of God、en:Holiness Baptist Associationなどの教派を設立した。

## ジェネラル・バプテストの教派
- en:General Association of General Baptists
- en:General Six-Principle Baptists
- en:Holiness Baptist Association
- Some en:Independent Baptist churches[14]
- en:Marianas Association of General Baptists
- フリーウィル・バプテスト - en:National Association of Free Will Baptists[15]
- en:New Connexion of General Baptists
- en:Ohio Valley Association of the Christian Baptist Churches of God
- en:Old Baptist Union
- en:Original Free Will Baptist Convention
- en:United American Free Will Baptist Church[16]
- en:United American Free Will Baptist Conference
- 福音バプテスト宣教団